# Довбиш Віктор Інокентійович
Віктор Інокентійович Довбиш (нар. 2 листопада 1937, місто Шимановськ, тепер Амурської області, Російська Федерація — 8 грудня 2013, місто Горлівка Донецької області) — український радянський діяч, вибійник шахти імені Ізотова виробничого об'єднання «Артемвугілля» міста Горлівки Донецької області. Герой Соціалістичної Праці (29.12.1973). Депутат Верховної Ради СРСР 9—10-го скликань.

## Біографія
Освіта середня.
У 1956—1959 роках — у Радянській армії.
У 1959—1960 роках — кріпильник шахти «Північна» Кузбаського вугільного басейну РРФСР.
У 1960—1967 роках — вибійник, гірничий майстер шахти № 4-5 «Микитівська» (потім — імені Ізотова) тресту «Артемвугілля» міста Горлівки Донецької області. Закінчив навчально-курсовий комбінат при шахті.
Член КПРС з 1967 року.
З 1967 року — вибійник шахти імені Ізотова виробничого об'єднання «Артемвугілля» міста Горлівки Донецької області.
Потім — на пенсії в місті Горлівці Донецької області.

## Нагороди
- Герой Соціалістичної Праці (29.12.1973)
- орден Леніна (29.12.1973)
- орден Трудового Червоного Прапора (30.03.1971)
- медалі
- почесний знак «Шахтарська слава» всіх трьох ступенів
- Заслужений шахтар Української РСР (29.05.1973)
- Почесний громадянин міста Горлівки